# جون دبليو. جنسن
جون دبليو. جنسن (بالدنماركية: Knud W. Jensen)‏ هو تاجر دنماركي، ولد في 7 ديسمبر 1916، وتوفي في 12 ديسمبر 2000.

## وصلات خارجية
- جون دبليو. جنسن على موقع IMDb (الإنجليزية)